# Кульпеисов, Вячеслав Талгатович
Вячеслав Талгатович Кульпеисов (каз. Вячеслав Талғатұлы Құлпейісов; 24 декабря 2001, Костанай, Казахстан) — казахстанский футболист, полузащитник.
Текущая команда: Реал Мадрид [флаг Испании]

## Карьера
Воспитанник костанайского футбола. Футбольную карьеру начал в 2019 году в составе клуба «Тобол М» во второй лиге. 23 апреля 2021 года в матче против клуба «Туран» дебютировал в казахстанской Премьер-лиге.

## Достижения
«Тобол» Костанай
- Чемпион Казахстана: 2021
- Обладатель Суперкубка Казахстана (2): 2021, 2022

## Клубная статистика
| Игровая карьера | Игровая карьера | Игровая карьера | Лига | Лига | Кубок | Кубок | Межд. | Межд. | Др. | Др. |
| --------------- | --------------- | --------------- | ---- | ---- | ----- | ----- | ----- | ----- | --- | --- |
| 2019            | Тобол М         | В               | 3    | 0    | —     | —     | —     | —     | —   | —   |
| 2020            | Тобол М         | В               | 1    | 0    | —     | —     | —     | —     | —   | —   |
| 2021            | Тобол           | А               | 2    | 0    | 4     | 0     | —     | —     | —   | —   |
| 2021            | Тобол М         | В               | 12   | 1    | —     | —     | —     | —     | —   | —   |
| 2022            | Тобол           | А               | —    | —    | 3     | 0     | —     | —     | —   | —   |
| 2022            | Тобол М         | В               | 6    | 0    | —     | —     | —     | —     | —   | —   |
| 2023            | Тобол           | А               | —    | —    | —     | —     | —     | —     | —   | —   |
| 2023            | Тобол М         | В               | 3    | 0    | —     | —     | —     | —     | —   | —   |